# Relações entre Cazaquistão e Rússia
As relações entre Cazaquistão e Rússia são as relações diplomáticas estabelecidas entre a República do Cazaquistão e a Federação Russa. Ambos são vizinhos, com uma extensão de 6.846 km na fronteira entre os dois países O Cazaquistão possui uma embaixada em Moscou, e consulados-gerais em São Petersburgo e Omsk. A Rússia possui uma embaixada em Astana e consulados-gerais em Almati e Uralsk. Astana e Moscou são aliados militares e políticos.

## Visão geral
O Cazaquistão e a Rússia são dois membros fundadores da Organização de Cooperação de Xangai, da Organização do Tratado de Segurança Coletiva, e são, adicionalmente, parte do Conselho de Parceria Euro-Atlântico e da Comunidade de Estados Independentes. Ambos também fundaram a União Econômica Eurasiática com a Bielorrússia. Nos últimos anos, o Cazaquistão tem procurado equilibrar os laços entre ambos os lados com a venda de petróleo e gás natural para seu vizinho do norte a preços artificialmente baixos, permitindo o investimento pesado de empresas russas, e prosseguindo as negociações sobre o Cosmódromo de Baikonur, enquanto  simultaneamente auxilia o Ocidente na Guerra ao Terror.

## Acordos fronteiriços
Em janeiro de 2005 o presidente da Rússia Vladimir Putin e o presidente cazaque Nursultan Nazarbayev assinaram um acordo que aprova um mapa oficial das fronteiras. Em 23 de maio de 2009, os dois países colocaram o primeiro marcador de fronteira a 7.591 km (4.717 mi) da fronteira entre as províncias de Atyrau no Cazaquistão e Astrakhan na Rússia. A demarcação deverá levar de 10 a 15 anos para ser concluída.